# Квемо Нагвазаво
Квемо Нагвазаво (груз. ქვემო ნაგვაზავო) — село в Грузії.
За даними перепису населення 2014 року в селі проживає 734 особи.